# Clocher St-Jean

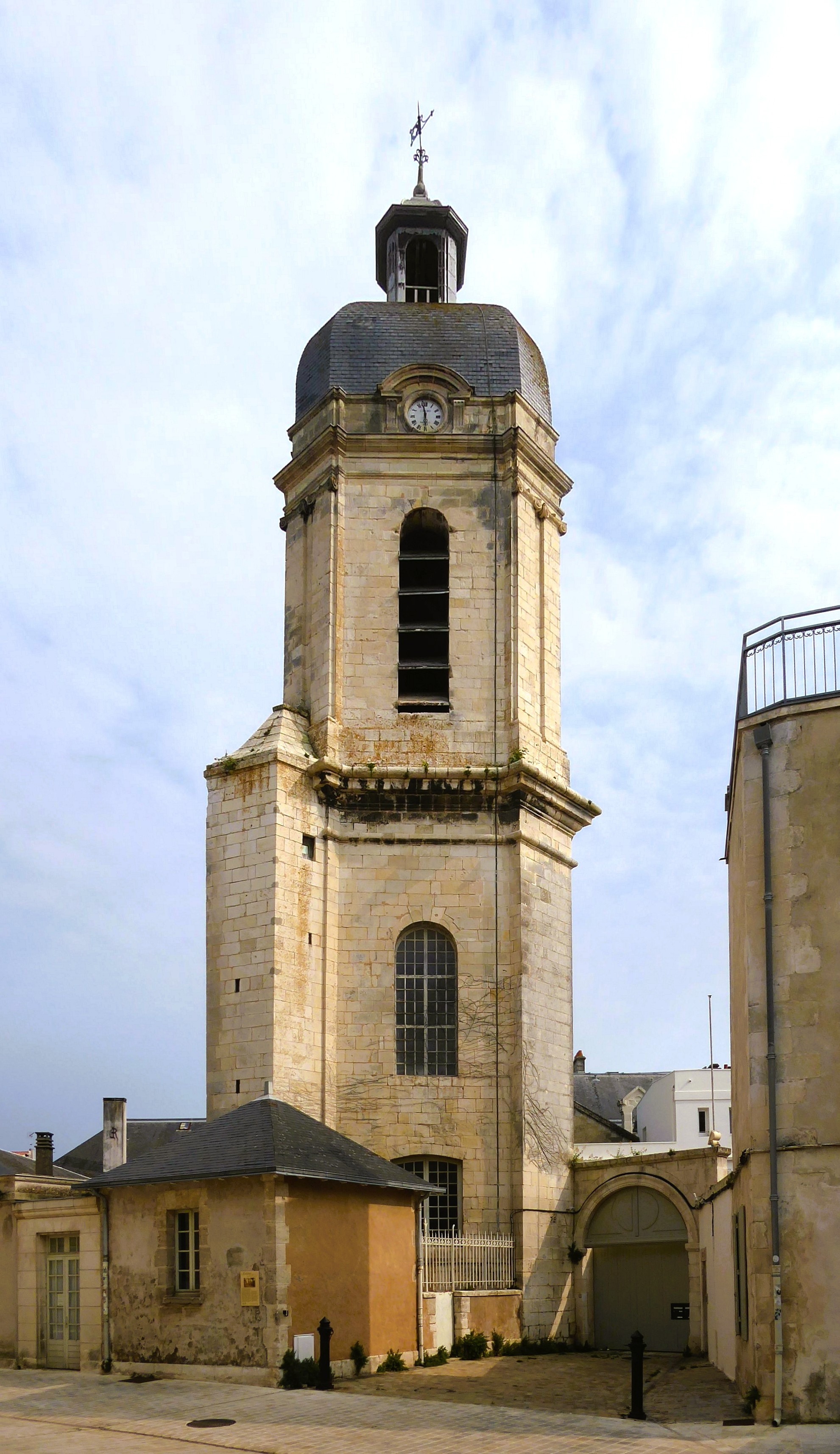
Der Clocher St-Jean

Der Clocher St-Jean (deutsch: Glockenturm St. Johannes) ist der erhaltene Kirchturm der früheren Kirche St-Jean-du-Perrot in La Rochelle im Département Charente-Maritime (Region Nouvelle-Aquitaine). Der Turm ist seit 1925 als Monument historique eingestuft.

## Geschichte
Unmittelbar westlich des mittelalterlichen Hafens von La Rochelle befand sich das sogenannte Areal von Perrot, das durch Eleonore von Aquitanien dem Johanniterorden geschenkt worden war. Dort wurde im 14. Jahrhundert eine Kirche errichtet, die dem heiligen Johannes dem Täufer gewidmet wurde. Dieses Gotteshaus wurde im Jahr 1545 durch die Explosion eines benachbarten Pulvermagazins fast vollständig zerstört. Das Steinmaterial der Kirche wurde 1568 zur Reparatur der Befestigungsanlagen der Stadt wiederverwendet. Erst 1672 erfolgte der Wiederaufbau der Kirche als Pfarrkirche St-Jean-du-Perrot. Auf den alten Fundamenten wurde ein provisorischer Glockenturm errichtet, die Fertigstellung des Turms erfolgte  1699. Im Jahr 1754 wurde der Glockenturm neu aufgeführt, möglicherweise nach Plänen von Gilles Nassivet, dem Architekten des Rathauses der Stadt. Die nach der Französischen Revolution verlassene baufällige Pfarrkirche wurde mit Ausnahme des Glockenturms im Jahr 1887 abgerissen. Der Turm wurde durch den Architekten Corbineau restauriert.